# Anse à Bois Meré (zatoka na północny wschód od Chéticamp Harbour)
Anse à Bois Meré – zatoka (ang. cove, fr. anse) w kanadyjskiej prowincji Nowa Szkocja, w hrabstwie Inverness, na północny wschód od zatoki Chéticamp Harbour; nazwa urzędowo zatwierdzona 13 czerwca 1975, pochodząca od drewna wyrzucanego na brzeg.